# Amiga E
Amiga E, häufiger auch einfach E, ist eine Programmiersprache, die von Wouter van Oortmerssen auf dem Amiga entwickelt wurde. Er ist dazu übergegangen diese SHEEP-Programmiersprache für die neue AmigaDE-Plattform und die CryScript-Sprache (auch bekannt als DOG) während der Entwicklung des bekannten Computerspiels Far Cry weiterzuentwickeln.
Amiga E ist eine Kombination vieler Eigenschaften einer ganzen Anzahl von Sprachen, aber folgt in Bezug auf grundlegende Konzepte sehr stark der originalen Programmiersprache C. Die Hauptvorteile von Amiga E sind schnelles Kompilieren (wodurch es möglich ist, es als Ersatz für Skriptsprachen zu benutzen), sehr gut lesbarer Quellcode, ein flexibles Typ-System, ein starkes Modul-System, Exception-Behandlung (keine C++-Variante) und Objektorientierte Programmierung.
Ein Hello-World-Programm in Amiga E sieht folgendermaßen aus:
```
   PROC main()
      WriteF('Hello, World!')
   ENDPROC

```

Amiga E wurde benutzt, um den Kern der bekannten Amiga Grafiksoftware Photogenics zu erstellen.

## Geschichte
Im Jahr 1993 wurde Amiga E zum ersten Mal veröffentlicht, 1997 wurde die letzte Version (3.3a) veröffentlicht. Ein unlimitierter Compiler für Amiga E wurde 1999 herausgegeben. Kurz darauf wurde auch der Quellcode des Amiga-E-Compilers für den M68K-Assembler unter der GPL, die erste Version von CreativE und von PowerD veröffentlicht.
ECX (1.0) wurde im Jahr 2002 zum ersten Mal veröffentlicht, PortablE im Jahr 2008.

## Implementierungen

### Amiga E, von Wouter van Oortmerssen.
Der erste Compiler, geschrieben in M68K-Assembler. Unterstützt in E geschriebene Tools. Erzeugt direkt M68000 Maschinen-Code.
- Plattformen: AmigaOS und kompatible.
- Ziele: AmigaOS mit 68000 CPU.
- Status: Stabil, ausgereift, eingestellt, Quellcode verfügbar, Freeware.

### CreativE, von Tomasz Wiszkowski.
Basiert auf dem GPL-lizenzierten Quellcode von Amiga E und fügt dem Compiler viele Ergänzungen hinzu.
- Plattformen: AmigaOS und kompatible.
- Zielsysteme: Wie Amiga E + limitierte Unterstützung zur Generierung von Code, der Rücksicht auf ältere M680x0 CPUs nimmt.
- Status: Stabil, ausgereift, eingestellt, Quellcode verfügbar, Freeware.

### PowerD, von Martin Kuchinka.
Basierend auf der Sprache Amiga E, aber nicht damit kompatibel, wegen Änderungen in der Syntax.
- Plattformen: AmigaOS und kompatible.
- Zielsysteme: AmigaOS 3.0 68020 CPU+FPU, PPC.
- Status: Stabil, ausgereift, wird weiterentwickelt, Closed Source, Freeware.

### YAEC, von Leif Salomonsson.
Komplett neu geschrieben in E. Benutzt externen Assembler und Linker.
- Plattformen: AmigaOS und kompatible.
- Zielsysteme: AmigaOS 3.0 mit 68020 CPU and FPU.
- Status: obsolet, unvollendet, eingestellt, Closed Source, freeware.

### ECX, von Leif Salomonsson.
Ein Compiler und Werkzeuge komplett neu geschrieben in E, kann sich selbst kompilieren, unterstützt multiple Ziele und fügt viele Ergänzungen hinzu.
- Plattformen: AmigaOS, AmigaOS 4 und MorphOS.
- Zielsysteme: AmigaOS 3.0 68020, AmigaOS 4, MorphOS.
- Status: Stabil, ausgereift, wird weiterentwickelt, Closed Source (war Open Source), Shareware (war Freeware).

### PortablE, von Christopher Handley.
Ein Meta-Kompilierer komplett neu geschrieben in E, kann sich selbst kompilieren, unterstützt multiple Ziele.
- Plattformen: Windows, AmigaOS (68k), AmigaOS 4 (PPC), AROS und MorphOS.
- Zielsysteme: C++ und Amiga E.
- Status: Stabil, ausgereift, wird weiterentwickelt, Closed Source, Freeware.

### E-VO/GEC, von Darren Coles.
Basiert auf dem GPL-lizenzierten Quellcode von Amiga E bzw. GEC und fügt dem Compiler viele Ergänzungen hinzu.
- Plattformen: AmigaOS und kompatible.
- Zielsysteme: Wie Amiga E.
- Status: Stabil, ausgereift, wird weiterentwickelt, Quellcode verfügbar, Freeware.

### EEC, von Samuel Crow.
Es basiert auf ECX mit der Absicht, Optimierung und neue Backends hinzuzufügen.
- Plattformen: AmigaOS und kompatible.
- Zielsysteme: Wie Amiga E.
- Status: Stabil, ausgereift, wird weiterentwickelt, Quellcode verfügbar, Freeware.